# Team Katjoesja/2015
Deze pagina geeft een overzicht van de wielerploeg Katjoesja in 2015.

## Algemeen
Algemeen manager: Vjatsjeslav Jekimov
Teammanagers: José Azevedo, Dmitri Konysjev, Claudio Cozzi, Gennadi Michajlov, Xavier Florencio, Torsten Schmidt, Gennadi Michajlov
Fietsmerk: Canyon
Kopmannen: Luca Paolini & Joaquim Rodríguez

## Transfers
| Inkomend          | Team 2014                   | Uitgaand               | Team 2015                      |
| ----------------- | --------------------------- | ---------------------- | ------------------------------ |
| Jacopo Guarnieri  | Astana Pro Team             | Pavel Broett           | Tinkoff-Saxo                   |
| Tiago Machado     | Team NetApp-Endura          | Aleksandr Rybakov      | Team RusVelo                   |
| Sergej Lagoetin   | Team RusVelo                | Petr Ignatenko         | Team RusVelo                   |
| Ilnoer Zakarin    | Team RusVelo                | Vladimir Goesev        | Skydive Dubai Pro Cycling Team |
| Sven Erik Bystrøm | Team Øster Hus-Ridley+Stage | Aljaksandr Koetsjynski | Minsk Cycling Club             |
|                   |                             | Michail Ignatiev       | Onbekend                       |

## Renners
| Naam                   | Geboortedatum | Nationaliteit | Ploeg 2014                  |
| ---------------------- | ------------- | ------------- | --------------------------- |
| Maksim Belkov          | 09-01-1985    | Rusland       |                             |
| Sven Erik Bystrøm      | 21-01-1992    | Noorwegen     | Team Øster Hus-Ridley+Stage |
| Giampaolo Caruso       | 15-08-1980    | Italië        |                             |
| Sergej Tsjernetski     | 09-04-1990    | Rusland       |                             |
| Jacopo Guarnieri       | 14-08-1987    | Italië        | Astana Pro Team             |
| Marco Haller           | 01-04-1991    | Oostenrijk    |                             |
| Vladimir Isajtsjev     | 26-04-1986    | Rusland       |                             |
| Pavel Kotsjetkov       | 07-03-1986    | Rusland       |                             |
| Aleksandr Kolobnev     | 04-05-1981    | Rusland       |                             |
| Dmitri Kozontsjoek     | 05-04-1984    | Rusland       |                             |
| Alexander Kristoff     | 05-07-1987    | Noorwegen     |                             |
| Vjatsjeslav Koeznetsov | 24-06-1989    | Rusland       |                             |
| Sergej Lagoetin        | 14-01-1981    | Rusland       | Team RusVelo                |
| Alberto Losada         | 28-02-1982    | Spanje        |                             |
| Tiago Machado          | 18-10-1985    | Portugal      | Team NetApp-Endura          |
| Daniel Moreno          | 05-09-1981    | Spanje        |                             |
| Luca Paolini           | 17-01-1977    | Italië        |                             |
| Aleksandr Porsev       | 21-02-1986    | Rusland       |                             |
| Joaquim Rodríguez      | 12-05-1979    | Spanje        |                             |
| Rüdiger Selig          | 19-02-1989    | Duitsland     |                             |
| Jegor Silin            | 25-06-1988    | Rusland       |                             |
| Gatis Smukulis         | 15-04-1987    | Letland       |                             |
| Simon Špilak           | 23-06-1986    | Slovenië      |                             |
| Joeri Trofimov         | 26-01-1984    | Rusland       |                             |
| Aleksej Tsatevitsj     | 05-07-1989    | Rusland       |                             |
| Ángel Vicioso          | 13-04-1977    | Spanje        |                             |
| Edoeard Vorganov       | 07-12-1982    | Rusland       |                             |
| Anton Vorobjov         | 12-10-1990    | Rusland       |                             |
| Ilnoer Zakarin         | 15-09-1989    | Rusland       | Team RusVelo                |

## Overwinningen
Ronde van Qatar
2e etappe: Alexander Kristoff
4e etappe: Alexander Kristoff
5e etappe: Alexander Kristoff
Ronde van Oman
3e etappe: Alexander Kristoff
Driedaagse van West-Vlaanderen
Proloog: Anton Vorobjov
Parijs-Nice
1e etappe: Alexander Kristoff
Ronde van Catalonië
6e etappe: Sergej Tsjernetski
Gent-Wevelgem
Winnaar: Luca Paolini
Driedaagse van De Panne-Koksijde
1e etappe: Alexander Kristoff
2e etappe: Alexander Kristoff
3e etappe (a): Alexander Kristoff
Eindklassement: Alexander Kristoff
Grote Prijs Miguel Indurain
Winnaar: Ángel Vicioso
Ronde van Vlaanderen
Winnaar: Alexander Kristoff
Scheldeprijs
Winnaar: Alexander Kristoff
Ronde van het Baskenland
3e etappe: Joaquim Rodríguez
4e etappe: Joaquim Rodríguez
Eindklassement: Joaquim Rodríguez
Ronde van Romandië
Eindklassement: Ilnoer Zakarin
Ronde van Noorwegen
1e etappe: Alexander Kristoff
2e etappe: Alexander Kristoff
Ronde van Italië
11e etappe: Ilnoer Zakarin
2006 · 2007 · 2008 · 2009 · 2010 · 2011 · 2012 · 2013 · 2014 · 2015 · 2016 · 2017 · 2018 · 2019
AG2R-La Mondiale · Astana Pro Team · BMC Racing Team · Team Cannondale-Garmin · Etixx-Quick Step · FDJ · Team Giant-Alpecin · IAM Cycling · Katjoesja · Lampre-Merida · Team LottoNL-Jumbo · Lotto Soudal · Movistar Team · Orica GreenEDGE · Team Sky · Tinkoff-Saxo · Trek Factory Racing